# LP Recharge
LP Recharge, còn được gọi là Linkin Park Recharge, là một trò chơi hành động-giải đố miễn phí, được phát triển bởi studio Kuuluu Interactive Entertainment của Thụy Sĩ, và phần âm nhạc được sáng tác bởi ban nhạc rock người Mỹ Linkin Park. Trò chơi được phát hành vào ngày 12 tháng 9 năm 2013, dưới dạng một trò chơi trên Facebook. Trò chơi tập trung vào việc giải các câu đố và cố gắng nâng cao nhận thức của mọi người về những nơi trên thế giới không có nguồn năng lượng ổn định.

## Lịch sử
Trò chơi được công bố vào ngày 20 tháng 6 năm 2012; gần một năm trước khi phát hành trò chơi. Một đoạn phim giới thiệu đã được tung ra cho trò chơi vào cuối tháng 8 năm 2013. Trò chơi đã có 30.000 người chơi trong ngày đầu tiên. Một đĩa đơn chính thức của ban nhạc cùng với nhạc sĩ điện tử Steve Aoki, mang tên "A Light That Never Comes", đã được mở khóa bằng cách thu về tổng cộng 10 triệu MWh trong trò chơi vào ngày 16 tháng 9 năm 2013. Đĩa đơn này cũng là bài hát mở đầu (bản làm lại của Rick Rubin là bài hát kết thúc) cho album remix thứ hai Recharged của ban nhạc.

## Cốt truyện trò chơi

Ảnh chụp màn hình từ LP Recharge

LP Recharge diễn ra trong một tương lai không xa, nơi con người đã khai thác cạn kiệt mọi tài nguyên thiên nhiên trên hành tinh. Xã hội và những nguồn năng lượng ít ỏi còn sót lại đã bị máy móc và một thiểu số ưu tú nắm quyền kiểm soát. Người chơi cùng hợp tác để chiến đấu với những kẻ nắm quyền và nạp lại năng lượng bền vững và sạch cho thế giới. LP Recharge có thể chơi thông qua Facebook (miễn là người dùng đã cài đặt plugin Unity Web Player).
Nghèo năng lượng và năng lượng bền vững là những vấn đề cực kỳ quan trọng đối với nhà đồng phát triển Linkin Park. Ra mắt vào năm 2005, tổ chức từ thiện phi lợi nhuận Music for Relief của họ cung cấp viện trợ cho những người bị ảnh hưởng bởi thiên tai và hỗ trợ các dự án năng lượng sạch và môi trường. Chương trình môi trường hiện tại của Music for Relief, Power the World, được tạo ra để hướng sự chú ý tới 1,3 tỷ người trên toàn thế giới, những người trong cảnh thiếu điện làm ảnh hưởng đến sức khỏe, an toàn, giáo dục và sinh kế của họ. Trò chơi xã hội LP Recharge thu hút sự chú ý đến vấn đề nghèo năng lượng và các giải pháp năng lượng sạch.

## Âm nhạc
Trò chơi có âm nhạc do ban nhạc cung cấp. Nhưng không có nhạc nền chính thức nào được phát hành để quảng bá trò chơi, giống như nhạc nền của 8-Bit Rebellion!. Âm nhạc trong trò chơi dựa trên chủ đề của các bài hát khác nhau của ban nhạc và một số bài hát của Recharged.